# Laussa
Laussa ist eine österreichische Gemeinde mit 1234 Einwohnern (Stand 1. Jänner 2024) im Bezirk Steyr-Land in Oberösterreich.

## Geografie

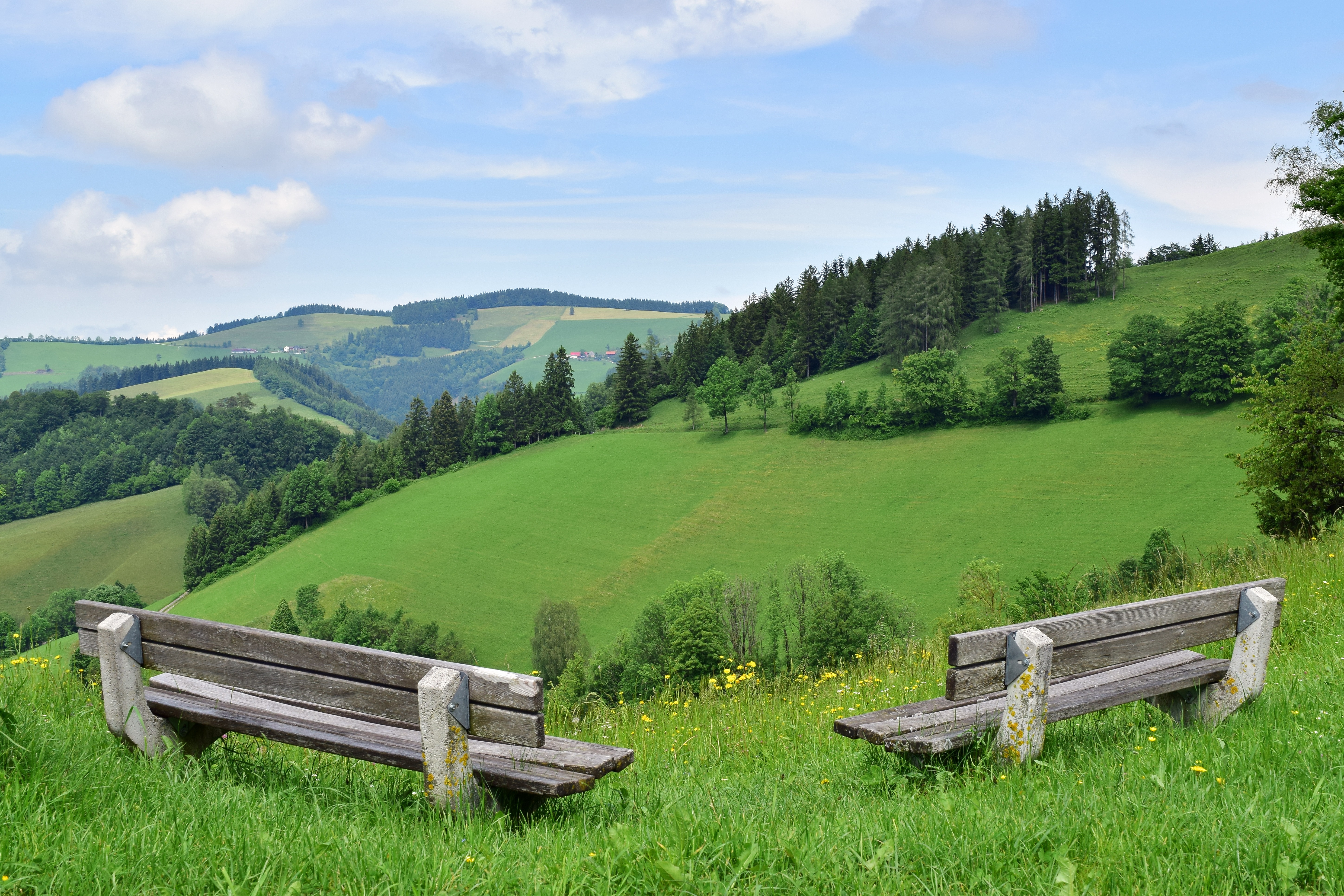
Landschaft bei Laussa (am Sauzahn, Blick nach Norden auf den Mitterberg)

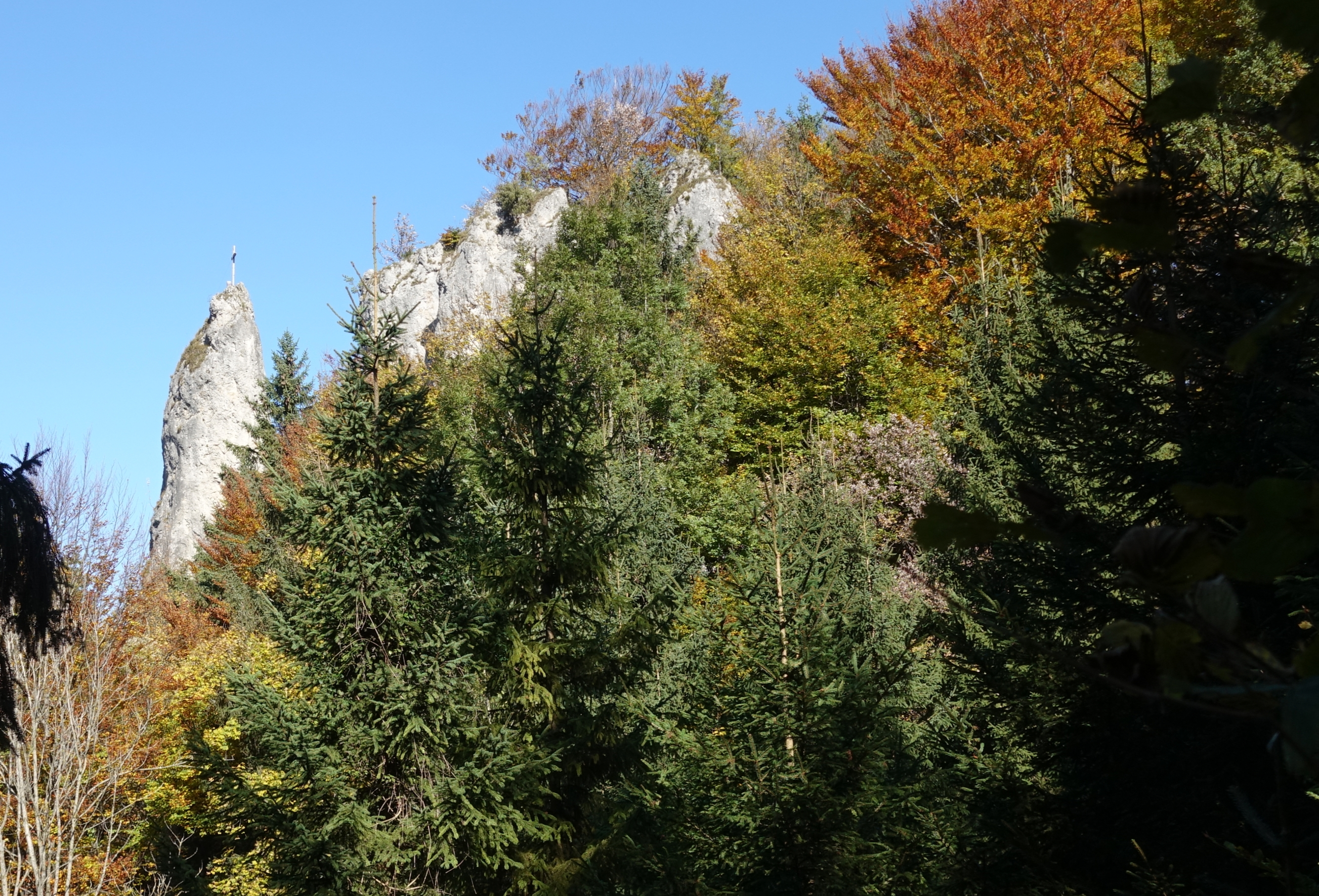
Der Sauzahn

Laussa liegt im Traunviertel. Die Ausdehnung beträgt von Nord nach Süd 9,9 km, von West nach Ost 6,7 km. 36,4 % der Fläche sind bewaldet, 58 % landwirtschaftlich genutzt.
Das Gemeindegebiet umfasst den Gutteil des Tals des Laussabachs, der etwas vor der Mündung in die Enns ins Gemeindegebiet Losenstein wechselt, und seine Nebengräben. Hinter der Schöfftaler Höhe (666 m ü. A.) zieht es sich im Osten noch an den oberen Pechgrabenbach, der dann bei Großraming zur Enns führt. Im Süden gehört noch der obere Hölleitenbach, dessen Nebental, dazu, es ist nur Almengebiet.
Nordöstlich erhebt sich der Spadenberg (1000 m ü. A.), sein Gipfel. Der Sonnberg (777 m ü. A.) im Norden ist sein Ausläufer. Ganz im Süden erhebt sich der Schieferstein, dessen Gipfel mit 1206 m ü. A. der höchste Punkt der Gemeinde ist. Die südwestliche Gemeindegrenze läuft über dessen sanften Seitenrücken hin zum Losensteiner Stiedelbachtal. Die umliegenden Berge werden zu den Oberösterreichischen Voralpen gerechnet. Das Spadenbergmassiv gehört ortsüblich zu den Enns- und Steyrtaler Flyschbergen, die südlichen und westlichen Rücken zu den Enns- und Steyrtaler Voralpen als Teil der Kalkalpen.

### Gemeindegliederung
Die Gemeinde hat nur eine Ortschaft (Laussa) und Katastralgemeinde (Lausa geschrieben).
| Mühlbach (KG) Oberdambach (O) Mühlbachgraben (O) ∗ (alle Gem. Garsten) | Unterdambach (KG) Unterlaussa (O) ∗∗ (beide Gem. Garsten) | Kleinraming (KG) Kohlergraben (O) (beide Gem. St. Ulrich b.St.) |
| Ternberg (O, KG u. Gem.)                                               | Kompassrose, die auf Nachbargemeinden zeigt               | Pechgraben (O) ∗∗∗ Neustiftgraben (KG) (beide Gem. Großraming)  |
| Losenstein (O u. KG, Gem. Losenstein)                                  | Stiedelsbach (KG, Gem. Losenstein)                        | Arzberg (O u. KG, Gem. Reichraming)                             |

∗ Die Ternberger Anteile an Mühlbachgraben bilden keine Ortschaft.
∗∗ Die Garstener Anteile an Sonnberg. die eine Ortschaft bilden, liegen hinter Unterlaussa.
∗∗∗ Die Laussaer Anteile an Pechgraben bilden keine Ortschaft.
Die Gemeinde gehört zum Gerichtsbezirk Steyr. Vor 1. Jänner 2014 war sie Teil des Gerichtsbezirks Weyer.

### Nachbargemeinden
|            | Garsten                                     | St. Ulrich bei Steyr |
| Ternberg   | Kompassrose, die auf Nachbargemeinden zeigt | ∗                    |
| Losenstein | Reichraming                                 | Großraming           |

∗ Maria Neustift grenzt durch ein kleines Stück Grenze St. Ulrich–Großraming am Spadenberg nicht an.

## Geschichte

### Ortsgeschichte
Ursprünglich im Ostteil des Herzogtums Bayern liegend, gehörte der Ort seit dem 12. Jahrhundert zum Herzogtum Österreich. Seit 1490 wird er dem Fürstentum Österreich ob der Enns zugerechnet.
Während der Napoleonischen Kriege war der Ort mehrfach besetzt.
Seit 1918 gehört der Ort zum Bundesland Oberösterreich. Nach dem Anschluss Österreichs an das Deutsche Reich am 13. März 1938 gehörte der Ort zum Gau Oberdonau. 1945 erfolgte die Wiederherstellung Oberösterreichs.

### Einwohnerentwicklung
1991 hatte die Gemeinde laut Volkszählung 1.317 Einwohner, 2001 dann 1.367 Einwohner. Seither geht die Bevölkerungszahl trotz positiver Geburtenbilanz wegen starker Abwanderung zurück, auf 1.278 im Jahr 2011 und auf 1.227 Personen im Jahr 2018.

## Hauptort der Gemeinde
Hauptort der Gemeinde ist die Rotte Laussa. Er befindet sich 11 Kilometer südlich von Steyr und liegt im mittleren Laussabachtal. Der Ort erstreckt sich als Straßendorf über gut 1½ Kilometer entlang der L1342 Laussaer Straße. Ortszentrum ist der Kirchenplatz bei der Himmelfahrtskirche.
|                  | Sonnberg                                    | Stodergraben                      |
| Fuchstalsiedlung | Kompassrose, die auf Nachbargemeinden zeigt | Riesenbergersiedlung Schloss Kogl |
| Döllergraben     |                                             | Schindlthal                       |

## Kultur und Sehenswürdigkeiten
- Schloss Kogl

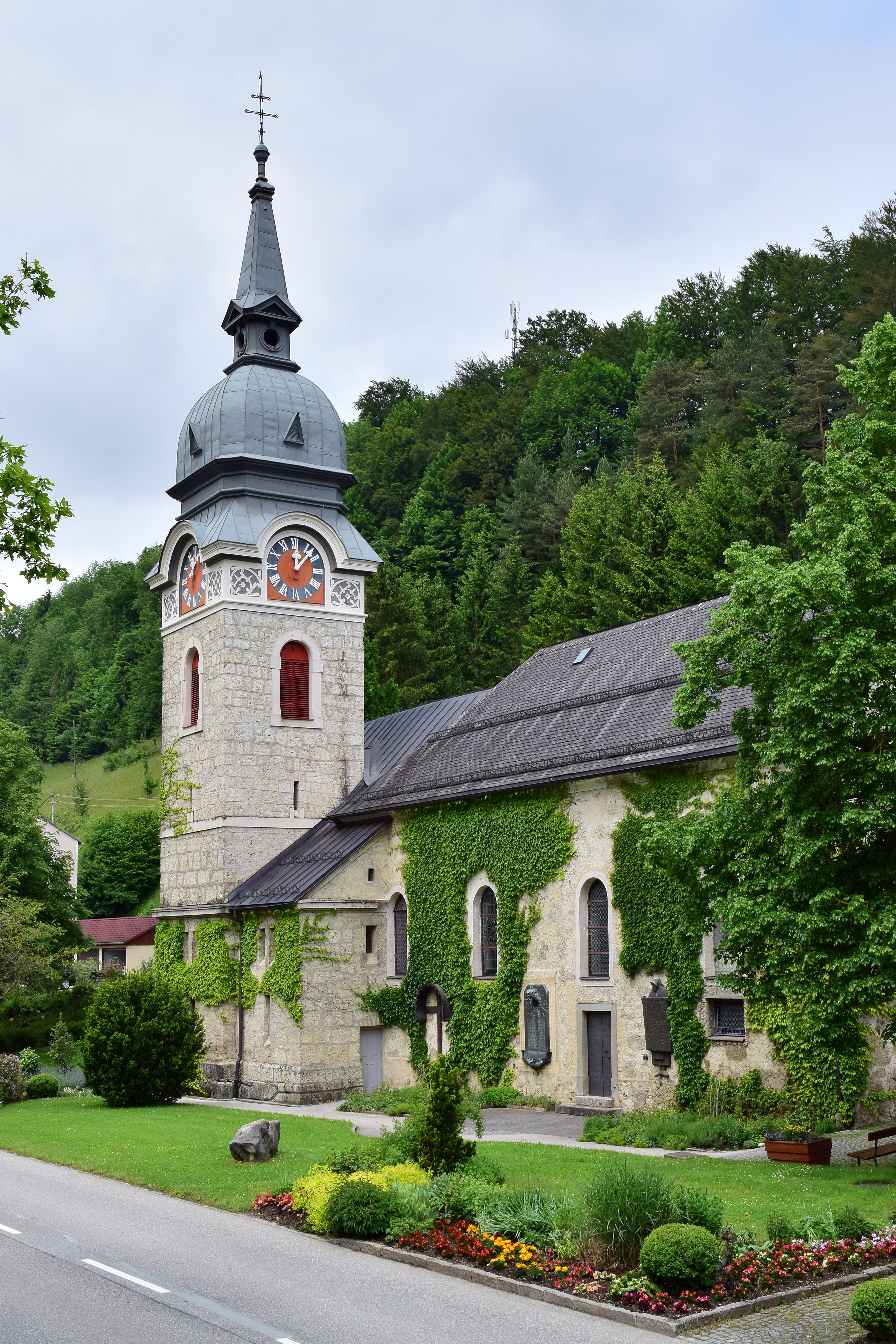
Pfarrkirche Laussa

- Katholische Pfarrkirche Laussa Mariä Himmelfahrt

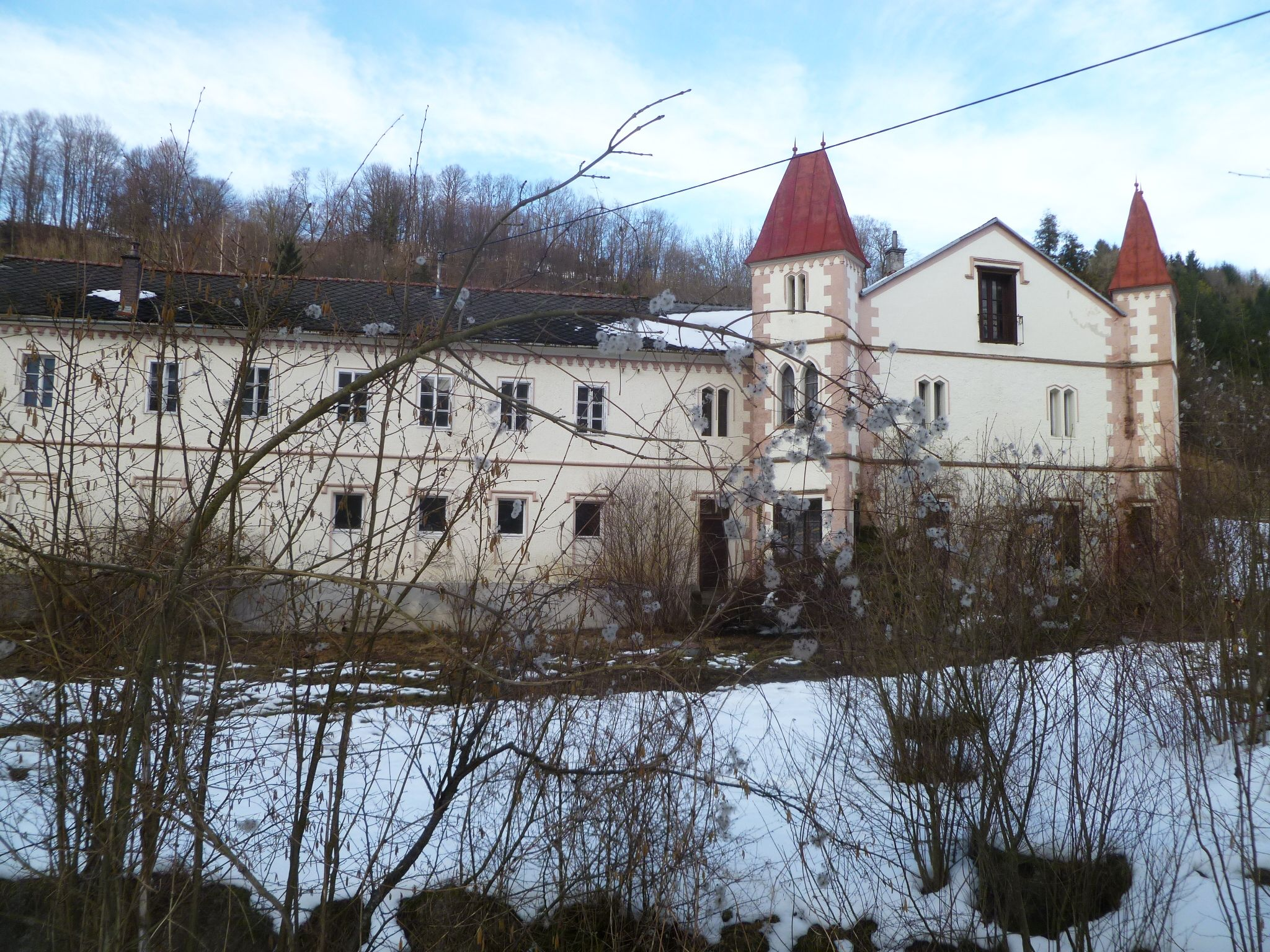
Schloss Kogl in Laussa
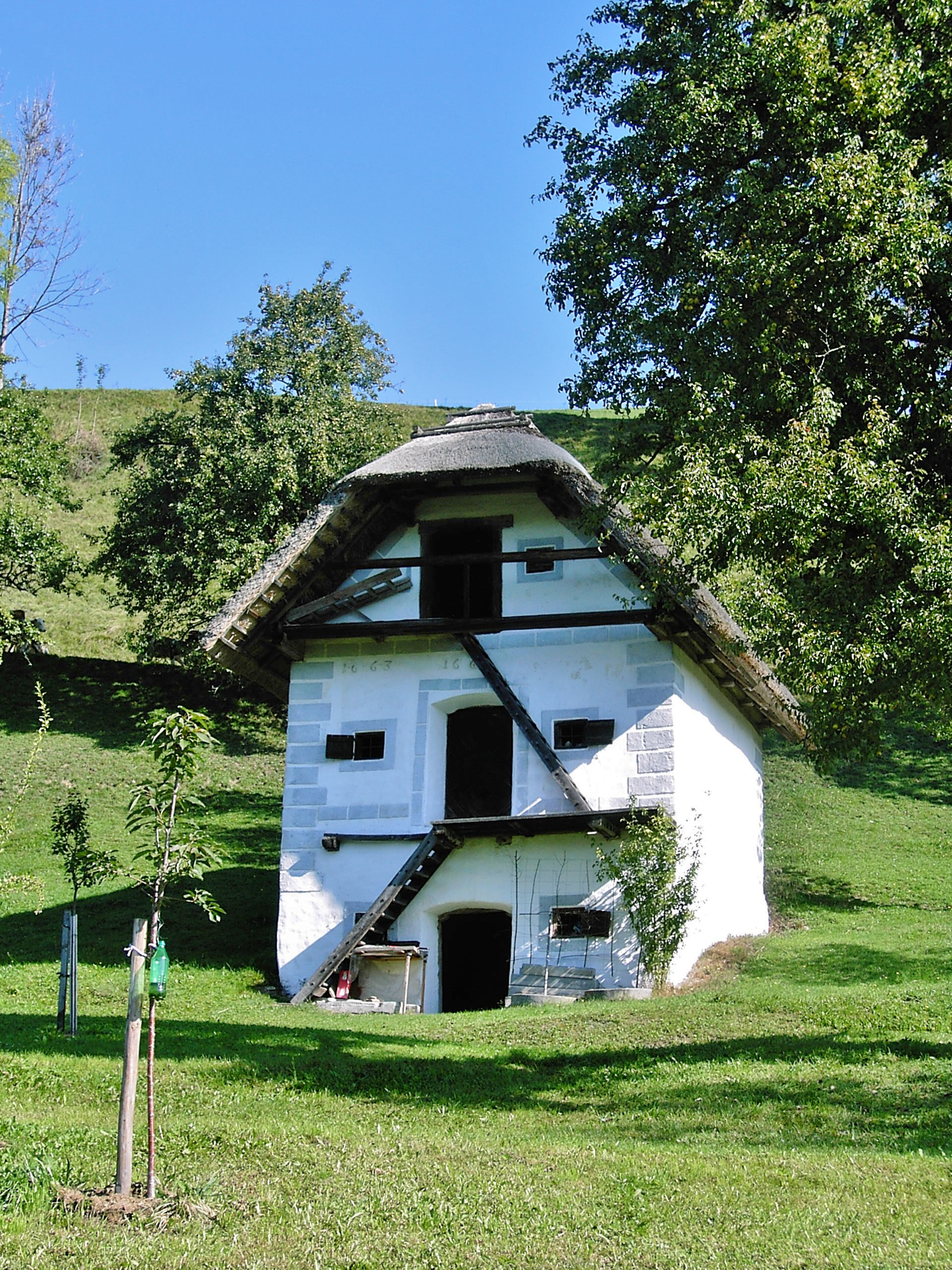
Getreidekasten beim Großmitterberger
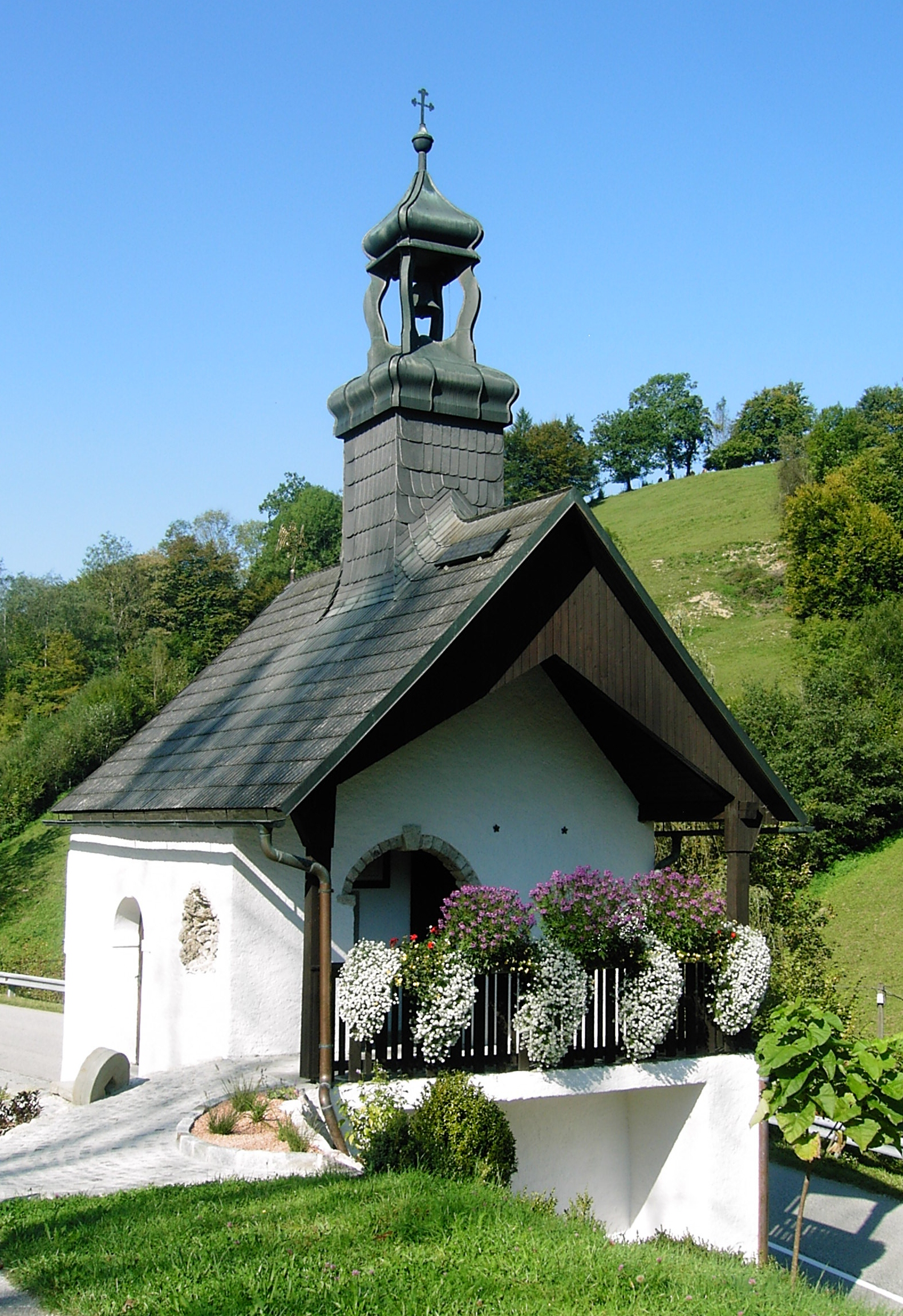
Sengstschmiedkapelle in Pechgraben
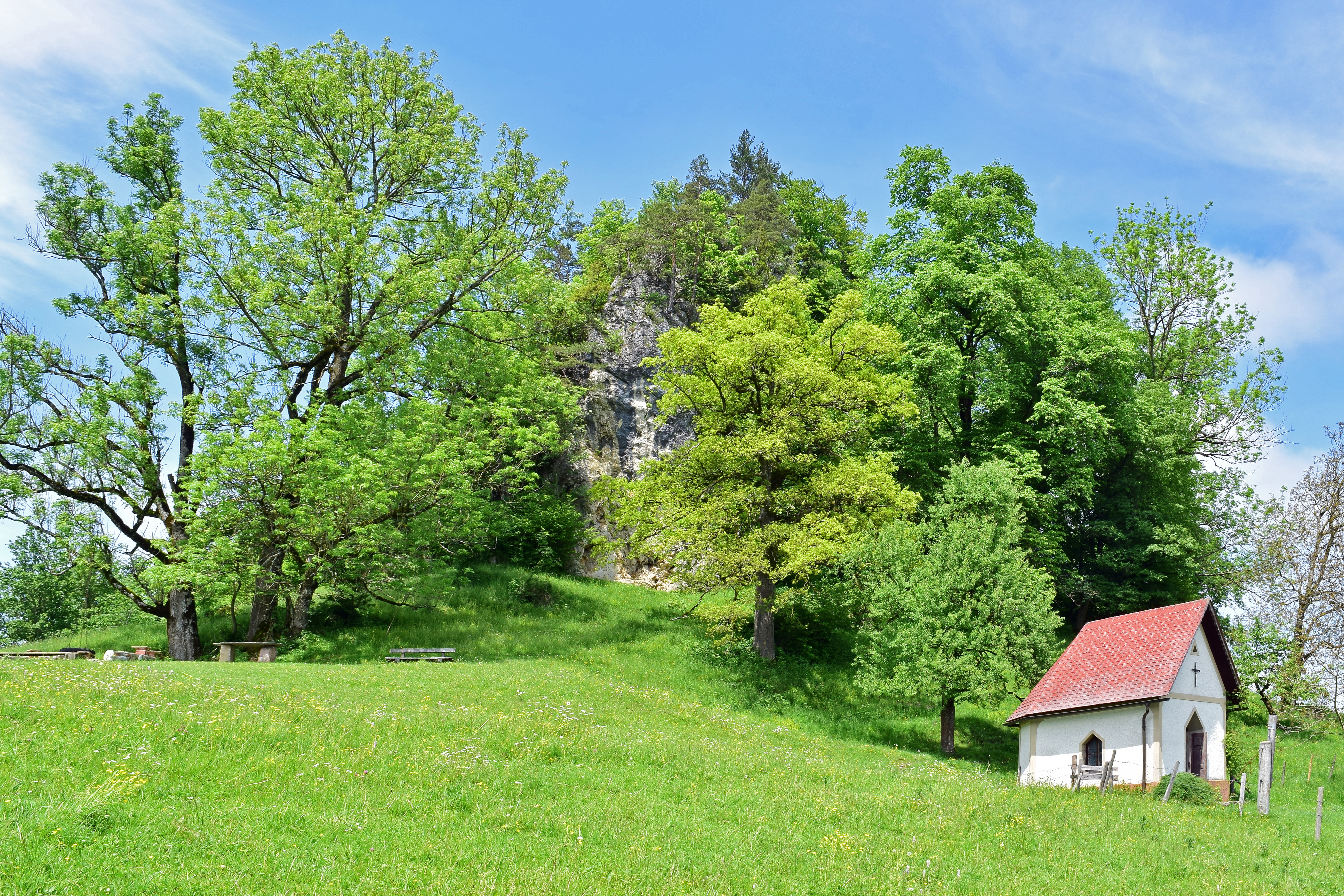
Prücklerstein an der Schöfftaler Höhe (Naturdenkmal)
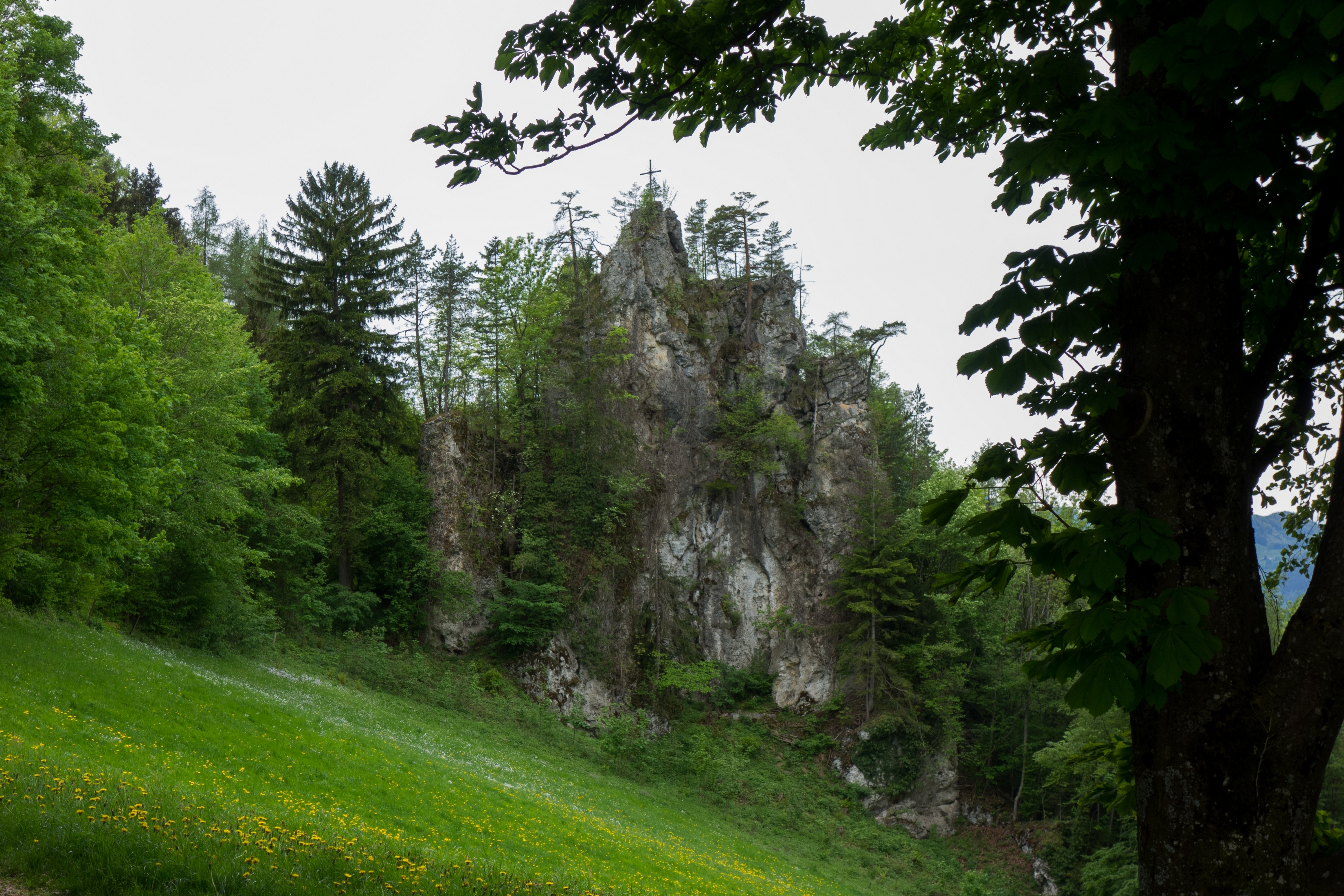
Thalsteinmauer bei der Fatimakapelle
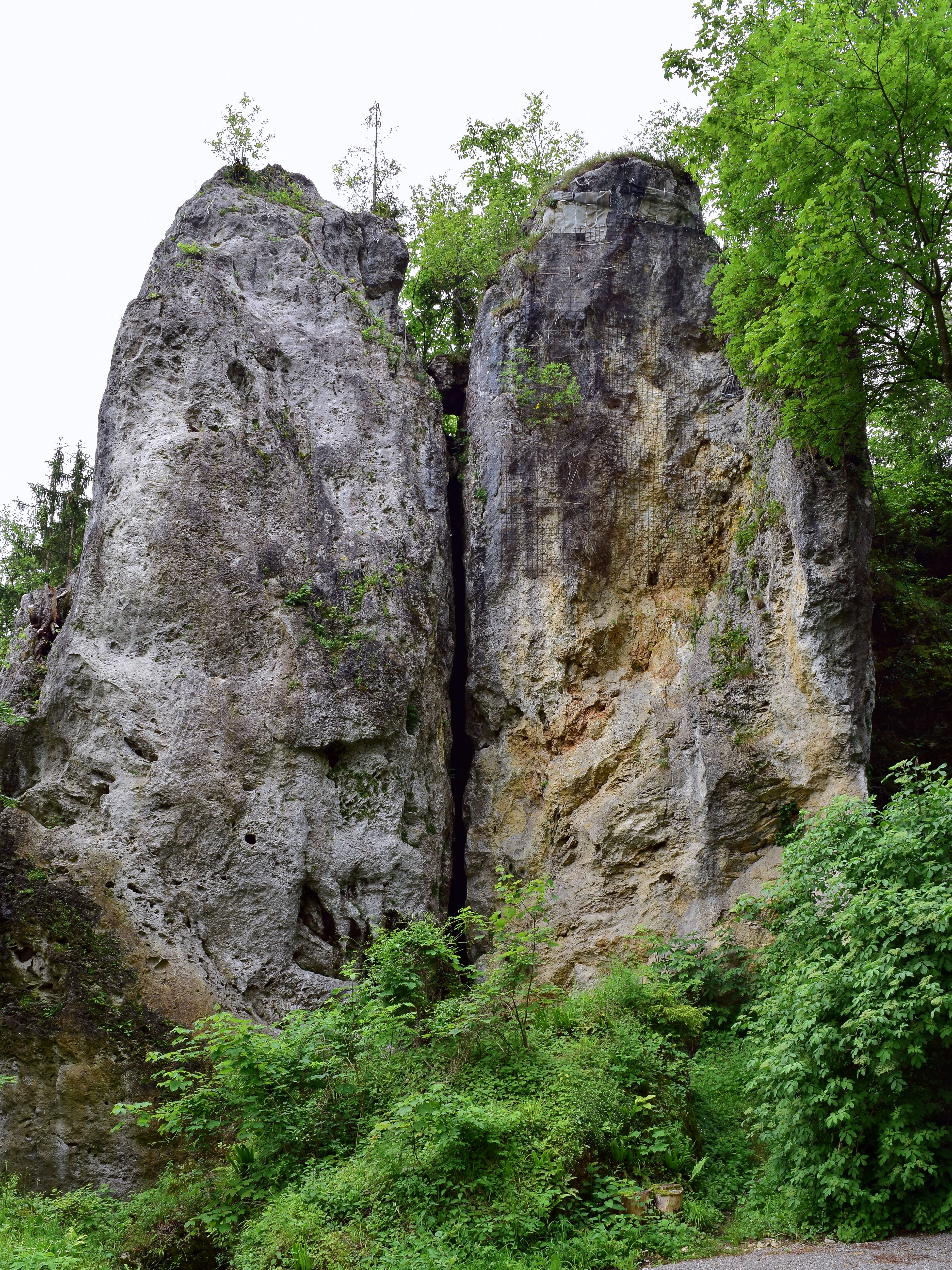
Langensteiner Mauer beim Camp Sibley

## Wirtschaft und Infrastruktur

### Verkehr
Hauptverkehrsachse ist die L1342 Laussaer Straße. Sie zweigt bei Losenstein von der Eisenstraße (B115) an der Enns ab, führt durch die Gemeinde über Laussabach – Laussa – Schöfftaler Höhe – Pechgraben, und dann bei Großraming wieder zurück zur B115.
Die nächste Bahnhaltestelle ist der Bahnhof Losenstein (Linke Ennsseite) der Ennstalstrecke der Rudolfsbahn (St. Valentin – Steyr – Kleinreifling – Selzthal).

### Freizeit
- Erlebnisfreibad Laussa: das solarbeheizte Freibad verfügt über zwei Edelstahlbecken mit einer Wasserfläche von 350 m²
- Der Sauzahn (Naturdenkmal) ist ein Klettergebiet
- Wochenendhaussiedlung Almbauernsiedlung am Spadenberg

## Politik
Der Gemeinderat hat 13 Mitglieder.

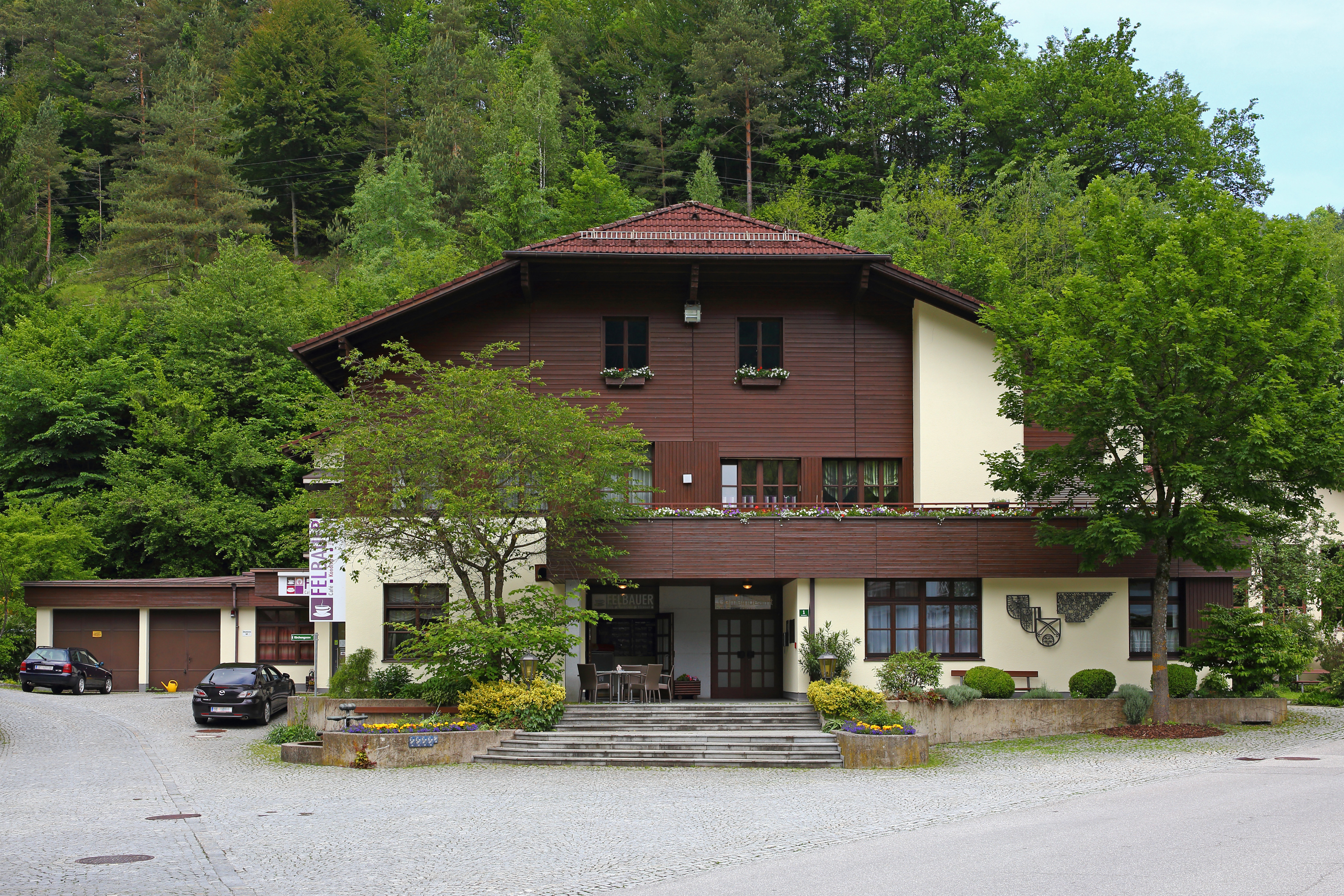
Das Gemeindeamt am Kirchplatz

- Mit den Gemeinderats- und Bürgermeisterwahlen in Oberösterreich 2003 hatte der Gemeinderat folgende Verteilung: 10 ÖVP, 7 SPÖ und 2 FPÖ. (19 Mandate)[3]
- Mit den Gemeinderats- und Bürgermeisterwahlen in Oberösterreich 2009 hatte der Gemeinderat folgende Verteilung: 10 ÖVP, 7 SPÖ und 2 BZÖ. (19 Mandate)[4]
- Mit den Gemeinderats- und Bürgermeisterwahlen in Oberösterreich 2015 hatte der Gemeinderat folgende Verteilung: 11 ÖVP und 8 SPÖ. (19 Mandate)[5]
- Mit den Gemeinderats- und Bürgermeisterwahlen in Oberösterreich 2021 hat der Gemeinderat folgende Verteilung: 8 ÖVP, 4 SPÖ und 1 GRÜNE. (13 Mandate)[6][7]

### Bürgermeister
Bürgermeister seit 1850 waren:
- 1850–1861 Leopold Schörghuber
- 1861–1894 Franz Muckenhuber
- 1894–1909 Ludwig Riedenberger
- 1909–1916 Michael Polterauer
- 1916–1919 Ambros Sonnleithner
- 1919–1924 Johann Ahrer
- 1924–1927 Johann Hinterplattner
- 1927–1934 Johann Großauer
- 1934–1938 Josef Felbauer
- 1938–1939 Ludwig Riesenberger
- 1939–1939 Leopold Handstanger
- 1939–1939 Franz Garstenauer
- 1939–1941 Ludwig Riesenberger
- 1941–1945 Johann Großauer
- 1945–1947 Stefan Köllnreiter
- 1947–1947 Hans Eisner
- 1947–1967 Ludwig Brandner
- 1967–1971 Johann Brandner
- 1971–1991 Anton Baumgartner
- 1991–2003 Franz Hinterplattner
- seit 2003 Josef Gsöllpointner (ÖVP)

### Wappen
|                                         | Blasonierung: „In Grün zwei silberne, schräggekreuzte Sensenblätter; im Schildfuß ein goldenes Tatzenkreuzchen, überhöht von zwei ebensolchen Andreaskreuzchen und einer goldenen, gesichteten und gestürzten Mondsichel.“ |
| Die Gemeindefarben sind Grün-Gelb-Grün. | |